# Consiliu regional (Israel)
Consiliile regionale (plural: în ebraică מוֹעָצוֹת אֵזוֹרִיּוֹת, Mo'atzot Ezoriyot / singular: în ebraică מוֹעָצָה אֵזוֹרִית, Mo'atza Ezorit) sunt unul dintre cele trei tipuri de entități ale administrației locale din  Israel, celelalte două fiind orașele și consiliile locale. În 2019, existau 54 de consilii regionale, de obicei responsabile de guvernarea unui număr de așezări răspândite în zonele rurale. Consiliile regionale includ reprezentarea a oriunde între 3 și 54 de comunități, de obicei răspândite pe o suprafață relativ mare în vecinătatea geografică a celeilalte.